# Voimasta Ja Kunniasta
Voimasta ja Kunniasta (Af Styrke og Ære) er det andet studiealbum fra det finske folke metalband Moonsorrow der blev udgivet d. 26. november 2001 gennem Spinefarm Records.

## Numre
1. "Tyven" (Fredfyldt) – 1:52
2. "Sankarihauta" (Krigerens Grav) – 7:41
3. "Kylän Päässä" (En Landsby Borte) – 7:38
4. "Hiidenpelto inklusiv Häpeän Hiljaiset Vedet (Djævlens Slagmark/ Skændslens Stille Vande) – 9:20
5. Aurinko ja Kuu (Solen og Månen) – 8:14
6. Sankaritarina (Krigerens beretning) – 13:50

## Musikere
- Ville Sorvali – Bas, vokal, håndklap, kor
- Henri Sorvali – Rytme og akustisk guitar, keyboard, mundharpe, bagvokal, håndklap, kor
- Marko Tarvonen – Tordenperkussion, pauker, 12-strenget guitar, bagvokal, håndklap, kor
- Mitja Harvilahti – Lead og rytmeguitar, håndklap, kor